# Сквот

Міжнародний символ сквотерів

Сквот — покинуте приміщення або будинок, замешканий, зазвичай, без згоди власника. Сквотери (тобто особи, що нелегально займають будинок) свої дії обґрунтовують тим, що право задоволення власних потреб є переважним над будь-яким правом, зокрема правом власності. Такі дії сквотерів у багатьох країнах визнаються за правопорушення або тягнуть за собою конфлікт між власником спірного об'єкта і сквотерами, в якому держава зазвичай стає на бік власника.

## Поширення
Сьогодні багато (кількасот) сквотів існують у Барселоні, Амстердамі й Женеві. Інколи сквотовані цілі вулиці чи переважна частина будівель якоїсь дільниці — така ситуація спостерігалася на початку 90-х рр. XX ст. на берлінському Кройцберґу, а нині на копенгаґенській Християнії, що є фактично містом у місті. Найчастіше у сквотах переважають рухи лівого крила, але існують і винятки, наприклад неофашистський сквот Каса Паунд у Римі.

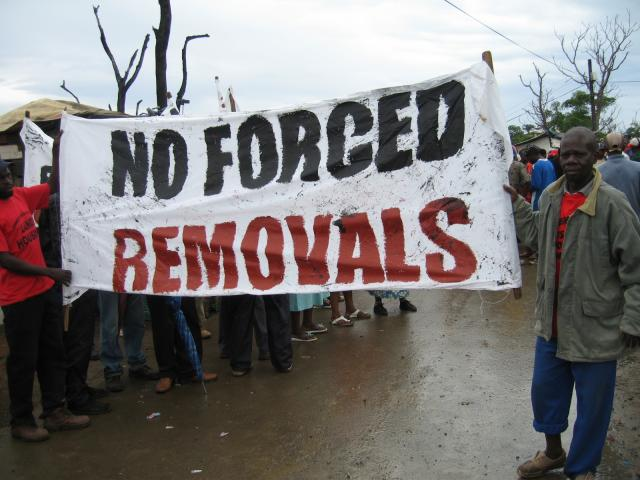
Abahlali baseMjondolo протестують у Дурбані

Такі науки як соціологія чи психологія тлумачать сквотинґ, як форму безпритульності.[джерело?]

### В Україні

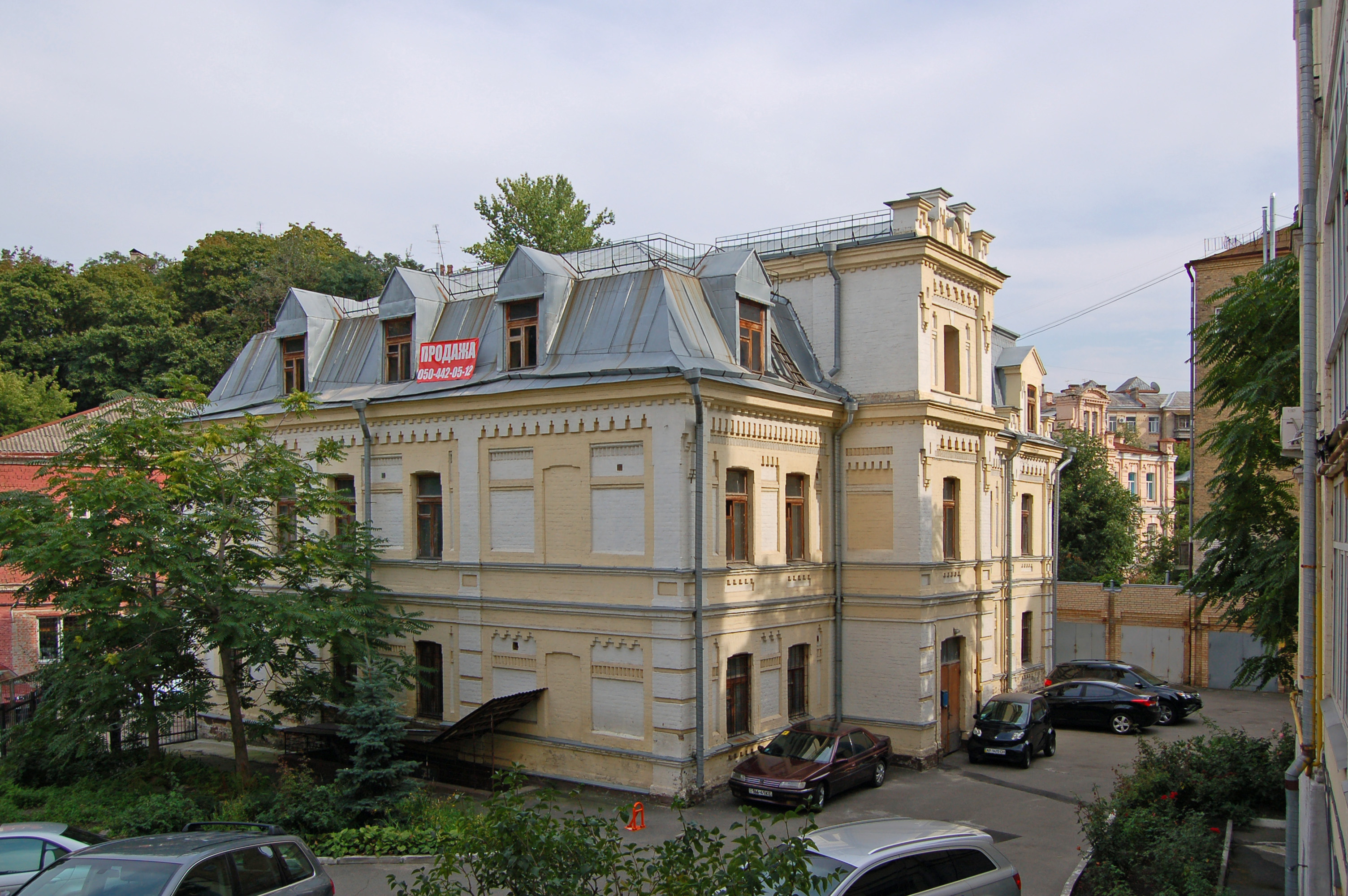
Будинок по вулиці Михайлівській), № 18А в Києві, де з 1990 по 1994 роки існував сквот та андеграундна художня група «Паризька комуна» (світлина 2012 року)

Перший в Україні мистецький сквот «Паризька комуна» або «Паркомуна» з'явився в Києві влітку 1990 року. Він розташовувався чотири роки в покинутому будинку (сквоті) по вулиці Паризької Комуни (нині — вулиця Михайлівська), № 18А. У цьому сквоті збирались митці — Олександр Соловйов, Олександр Гнилицький, Олег Голосій, Дмитро Кавсан, Олександр Клименко, Валерія Трубіна — тодішні студенти Київського державного художнього інституту. Вони перетворили свою творчість у майстернях на оригінальне мистецьке явище — однойменну андеграундну художню групу.
У 1994 році з'явився сквот «БЖ», утворений Всеукраїнською творчою Спілкою художників «БЖ-АРТ». З 13 червня 2014 року у форматі соціально-культурного центру в Харкові функціонує сквот «Автономія».
У центрі Києва (пров. Т.Шевченка, буд.5) під час подій Революції Гідності був сквотований старий корпус готелю «Козацький», який спочатку був перетворений на штаб партизанського загону «Чорний Корпус», потім — у мобілізаційний центр батальйону «Азов», а з 2016 року у приміщенні функціонує молодіжний хаб під назвою Козацький дім, який позиціонує себе як український аналог італійського CasaPound

### У Нідерландах
У 2022 році суд відмовився виселяти сквотерів із будинку засновника «Яндекса» Аркадія Воложа в Амстердамі. Олігарх знаходиться під санкціями за підтримку загарбницької політики Росії проти України.